# Флаг Грозного
Флаг муниципального образования город Гро́зный Чеченской Республики Российской Федерации — опознавательно-правовой знак, служащий официальным символом муниципального образования.
Флаг утверждён 22 сентября 2010 года и внесён в Государственный геральдический регистр Российской Федерации с присвоением регистрационного номера 6267.

## Описание
«Полотнище зелёного цвета с отношением ширины к длине 2:3, несущее вдоль нижнего края три равновеликие полосы — красную, белую и красную, — общая ширина которых равна 1/4 ширины флага; при этом верхняя красная полоса отделена от основной зелёной части полотнища белой линией. В центре зелёной части изображение главной фигуры герба города — мечети с минаретами, — выполненное белым, синим, зелёным и жёлтым цветами. Контур и внутренняя прорисовка эмблемы выполнена тёмно-зелёным цветом. Изображение мечети вплотную примыкает к верхней полосе.
Оборотная сторона флага является зеркальным отображением его лицевой стороны».

## Символика
Главная фигура герба и флага представляет собой мечеть белого цвета, имеющая оконные и дверные проёмы зелёного цвета, синие кровли и жёлтый шпиль с полумесяцем рогами вверх на главном куполе, между парами минаретов, также белых с синими кровлями, имеющими жёлтые навершия, причём с каждой стороны один минарет изображён вплотную к мечети, а другой поодаль; мечеть и минареты стоят на белом основании в виде трёх ступеней.